# Nyakarambo (vattendrag)
Nyakarambo är ett vattendrag i Burundi.   Det ligger i provinsen Karuzi, i den centrala delen av landet, 80 km öster om huvudstaden Bujumbura.
Omgivningarna runt Nyakarambo är en mosaik av jordbruksmark och naturlig växtlighet. Runt Nyakarambo är det ganska tätbefolkat, med 179 invånare per kvadratkilometer.